# Équipe de Belgique de football en 1986
Maillots
Chronologie
Saison précédente Saison suivante
L'équipe de Belgique de football participe en 1986 à sa septième phase finale de Coupe du monde, la deuxième consécutive, dont cette édition se tient au Mexique du 31 mai au 29 juin, dispute auparavant trois rencontres amicales de préparation et amorce ensuite les éliminatoires du Championnat d'Europe 1988.

## Objectifs
L'ambition des Belges est de rééditer leur exploit de 1982 où ils accèdent au second tour pour la première fois de leur histoire, une participation à la phase à élimination directe est donc l'objectif. Il s'agit aussi d'autre part de bien commencer les éliminatoires de l'Euro 1988 afin de tenter de se qualifier pour la troisième phase finale européenne de rang.

## Résumé de la saison
En phase finale, la Belgique retrouve le Mexique, à nouveau le pays-hôte de la compétition, le Paraguay et l'Irak. Sur le papier, le groupe est plus qu'abordable pour les Belges mais une défaite d'entrée (1-2) face au Mexique et des dissensions internes font craindre une élimination précoce. Les joueurs parviennent toutefois à se qualifier comme meilleur troisième après une victoire poussive (2-1) contre l'Irak et un partage (2-2) face au Paraguay,.
En huitième de finale, la Belgique est opposée à l'un des favoris de la compétition, l'URSS. Les Soviétiques prennent deux fois l'avance mais les Belges parviennent à chaque fois à égaliser, et prennent ensuite deux buts d'avance durant les prolongations, le dernier but des Russes ne changeant rien au résultat final (3-4). En quart de finale, la Belgique affronte l'Espagne et ouvre le score en première mi-temps. Les Espagnols égalisent à cinq minutes du terme (1-1) puis les Belges s'imposent aux tirs au but (5-4). L'aventure des Diables Rouges s'arrête en demi-finale face à l'Argentine de Diego Maradona, auteur des deux buts du match (0-2). Dans la petite finale, les joueurs belges sont à nouveau battus, après prolongations, par la France (4-2),. Cette quatrième place finale fut longtemps le meilleur résultat de l'équipe nationale belge en Coupe du monde, jusqu'à leur troisième place en 2018. Le meneur de jeu Enzo Scifo est nommé meilleur jeune joueur du tournoi par la FIFA, il disputera quatre Coupe du monde consécutives tout comme Franky Van der Elst (tous deux en 1986, 1990, 1994 et 1998) et Marc Wilmots (en 1990, 1994, 1998 et 2002).

## Bilan de l'année
Les Diables Rouges réalisent un véritable exploit lors de la Coupe du mode : après un départ compliqué et une qualification de justesse pour le second tour, ils parviennent en demi-finales après avoir éliminé deux favoris de la compétition et s'inclinent ensuite face à la France pour la médaille de bronze. Cette quatrième place fut longtemps le meilleur résultat de l'équipe nationale belge en Coupe du monde, jusqu'à leur troisième place en 2018 en Russie. Le meneur de jeu Enzo Scifo est nommé meilleur jeune joueur du tournoi par la FIFA. Les joueurs belges sont accueillis comme des héros au pays et la Grand-Place est noire de monde pour leur rendre hommage.
Le départ en éliminatoires du Championnat d'Europe est par contre poussif avec deux partages à domicile contre l'Irlande (2-2) et la Bulgarie (1-1) dans un groupe où la bataille pour la seule place qualificative s'annonce âpre entre tous les participants, hormis le Luxembourg. La Belgique pointe néanmoins en tête à l'issue de la saison à égalité de points avec l'Écosse, ces deux derniers ayant toutefois disputé une rencontre de plus que l'Irlande et la Bulgarie à ce stade.

### Coupe du monde 1986

#### Phase de groupes (Groupe B)
| Classement final |          |     |   |   |   |   |    |    |      |
|                  | Équipe   | Pts | J | G | N | P | BP | BC | Diff |
| 1                | Mexique  | 5   | 3 | 2 | 1 | 0 | 4  | 2  | +2   |
| 2                | Paraguay | 4   | 3 | 1 | 2 | 0 | 4  | 3  | +1   |
| 3                | Belgique | 3   | 3 | 1 | 1 | 1 | 5  | 5  | 0    |
| 4                | Irak     | 0   | 3 | 0 | 0 | 3 | 1  | 4  | -3   |

| 3 juin  | Mexique  | 2 | 1 | Belgique |
| 4 juin  | Paraguay | 1 | 0 | Irak     |
| 7 juin  | Mexique  | 1 | 1 | Paraguay |
| 8 juin  | Belgique | 2 | 1 | Irak     |
| 11 juin | Belgique | 2 | 2 | Paraguay |
| 11 juin | Mexique  | 1 | 0 | Irak     |

#### Phase à élimination directe
|  | Huitièmes de finale   | Huitièmes de finale   |                      |                        | Quarts de finale       | Quarts de finale      |          |  | Demi-finales          | Demi-finales          |  |  | Finale           | Finale           |
|  | Huitièmes de finale   | Huitièmes de finale   |                      |                        | Quarts de finale       | Quarts de finale      |          |  | Demi-finales          | Demi-finales          |  |  | Finale           | Finale           |
|  |                       |                       |                      |                        |                        |                       |          |  |                       |                       |  |  |                  |                  |
|  | 16 juin / Guadalajara | 16 juin / Guadalajara |                      |                        | 21 juin / Guadalajara  | 21 juin / Guadalajara |          |  | 25 juin / Guadalajara | 25 juin / Guadalajara |  |  | 29 juin / Mexico | 29 juin / Mexico |
|  | 16 juin / Guadalajara | 16 juin / Guadalajara |                      |                        | 21 juin / Guadalajara  | 21 juin / Guadalajara |          |  | 25 juin / Guadalajara | 25 juin / Guadalajara |  |  | 29 juin / Mexico | 29 juin / Mexico |
|  | Brésil                | 4                     |                      |                        | 21 juin / Guadalajara  | 21 juin / Guadalajara |          |  | 25 juin / Guadalajara | 25 juin / Guadalajara |  |  | 29 juin / Mexico | 29 juin / Mexico |
|  | Brésil                | 4                     |                      |                        | 21 juin / Guadalajara  | 21 juin / Guadalajara |          |  | 25 juin / Guadalajara | 25 juin / Guadalajara |  |  | 29 juin / Mexico | 29 juin / Mexico |
|  | Pologne               | 0                     |                      |                        | 21 juin / Guadalajara  | 21 juin / Guadalajara |          |  | 25 juin / Guadalajara | 25 juin / Guadalajara |  |  | 29 juin / Mexico | 29 juin / Mexico |
|  | Pologne               | 0                     | Brésil               | 1ap (3)                |                        |                       |          |  | 25 juin / Guadalajara | 25 juin / Guadalajara |  |  | 29 juin / Mexico | 29 juin / Mexico |
|  | 17 juin / Mexico      |                       | Brésil               | 1ap (3)                |                        |                       |          |  | 25 juin / Guadalajara | 25 juin / Guadalajara |  |  | 29 juin / Mexico | 29 juin / Mexico |
|  |                       | France                | 1 tab(4)             |                        |                        |                       |          |  | 25 juin / Guadalajara | 25 juin / Guadalajara |  |  | 29 juin / Mexico | 29 juin / Mexico |
|  | France                | France                | 1 tab(4)             | 2                      |                        |                       |          |  | 25 juin / Guadalajara | 25 juin / Guadalajara |  |  | 29 juin / Mexico | 29 juin / Mexico |
|  | France                | 21 juin / Monterrey   |                      | 2                      |                        |                       |          |  | 25 juin / Guadalajara | 25 juin / Guadalajara |  |  | 29 juin / Mexico | 29 juin / Mexico |
|  | Italie                | 0                     |                      |                        |                        |                       |          |  | 25 juin / Guadalajara | 25 juin / Guadalajara |  |  | 29 juin / Mexico | 29 juin / Mexico |
|  | Italie                | 0                     | France               | 0                      |                        |                       |          |  |                       |                       |  |  | 29 juin / Mexico | 29 juin / Mexico |
|  | 17 juin / Monterrey   |                       | France               | 0                      |                        |                       |          |  |                       |                       |  |  | 29 juin / Mexico | 29 juin / Mexico |
|  |                       | Allemagne de l'Ouest  | 2                    |                        |                        |                       |          |  |                       |                       |  |  | 29 juin / Mexico | 29 juin / Mexico |
|  | Maroc                 | Allemagne de l'Ouest  | 2                    | 0                      |                        |                       |          |  |                       |                       |  |  | 29 juin / Mexico | 29 juin / Mexico |
|  | Maroc                 | 25 juin / Mexico      |                      | 0                      |                        |                       |          |  |                       |                       |  |  | 29 juin / Mexico | 29 juin / Mexico |
|  | Allemagne de l'Ouest  | 1                     |                      |                        |                        |                       |          |  |                       |                       |  |  | 29 juin / Mexico | 29 juin / Mexico |
|  | Allemagne de l'Ouest  | 1                     | Allemagne de l'Ouest | 0ap (4)                |                        |                       |          |  |                       |                       |  |  | 29 juin / Mexico | 29 juin / Mexico |
|  | 15 juin / Mexico      |                       | Allemagne de l'Ouest | 0ap (4)                |                        |                       |          |  |                       |                       |  |  | 29 juin / Mexico | 29 juin / Mexico |
|  |                       | Mexique               | 0 tab(1)             |                        |                        |                       |          |  |                       |                       |  |  | 29 juin / Mexico | 29 juin / Mexico |
|  | Mexique               | Mexique               | 0 tab(1)             | 2                      |                        |                       |          |  |                       |                       |  |  | 29 juin / Mexico | 29 juin / Mexico |
|  | Mexique               | 22 juin / Mexico      |                      | 2                      |                        |                       |          |  |                       |                       |  |  | 29 juin / Mexico | 29 juin / Mexico |
|  | Bulgarie              | 0                     |                      |                        |                        |                       |          |  |                       |                       |  |  | 29 juin / Mexico | 29 juin / Mexico |
|  | Bulgarie              | 0                     | Allemagne de l'Ouest | 2                      |                        |                       |          |  |                       |                       |  |  |                  |                  |
|  | 16 juin / Puebla      |                       | Allemagne de l'Ouest | 2                      |                        |                       |          |  |                       |                       |  |  |                  |                  |
|  |                       | Argentine             | 3                    |                        |                        |                       |          |  |                       |                       |  |  |                  |                  |
|  | Argentine             | Argentine             | 3                    | 1                      |                        |                       |          |  |                       |                       |  |  |                  |                  |
|  | Argentine             |                       |                      | 1                      |                        |                       |          |  |                       |                       |  |  |                  |                  |
|  | Uruguay               | 0                     |                      |                        |                        |                       |          |  |                       |                       |  |  |                  |                  |
|  | Uruguay               | 0                     | Argentine            | 2                      |                        |                       |          |  |                       |                       |  |  |                  |                  |
|  | 18 juin / Mexico      |                       | Argentine            | 2                      |                        |                       |          |  |                       |                       |  |  |                  |                  |
|  |                       | Angleterre            | 1                    |                        |                        |                       |          |  |                       |                       |  |  |                  |                  |
|  | Angleterre            | Angleterre            | 1                    | 3                      |                        |                       |          |  |                       |                       |  |  |                  |                  |
|  | Angleterre            | 22 juin / Puebla      |                      | 3                      |                        |                       |          |  |                       |                       |  |  |                  |                  |
|  | Paraguay              | 0                     |                      |                        |                        |                       |          |  |                       |                       |  |  |                  |                  |
|  | Paraguay              | 0                     | Argentine            | 2                      |                        |                       |          |  |                       |                       |  |  |                  |                  |
|  | 15 juin / León        |                       | Argentine            | 2                      |                        |                       |          |  |                       |                       |  |  |                  |                  |
|  |                       | Belgique              | 0                    |                        |                        |                       |          |  |                       |                       |  |  |                  |                  |
|  | Union soviétique      | Belgique              | 0                    | 3                      |                        |                       |          |  |                       |                       |  |  |                  |                  |
|  | Union soviétique      |                       |                      | 3                      |                        |                       |          |  |                       |                       |  |  |                  |                  |
|  | Belgique              | 4 ap                  |                      | Match pour la 3e place | Match pour la 3e place |                       |          |  |                       |                       |  |  |                  |                  |
|  | Belgique              | 4 ap                  | Belgique             | Match pour la 3e place | Match pour la 3e place | 1ap (5)               |          |  |                       |                       |  |  |                  |                  |
|  | 18 juin / Querétaro   | 18 juin / Querétaro   | Belgique             | 28 juin / Puebla       | 28 juin / Puebla       | 1ap (5)               |          |  |                       |                       |  |  |                  |                  |
|  | 18 juin / Querétaro   | 18 juin / Querétaro   |                      | 28 juin / Puebla       | 28 juin / Puebla       | Espagne               | 1 tab(4) |  |                       |                       |  |  |                  |                  |
|  | Espagne               | 5                     | France               | 4 ap                   |                        | Espagne               | 1 tab(4) |  |                       |                       |  |  |                  |                  |
|  | Espagne               | 5                     | France               | 4 ap                   |                        |                       |          |  |                       |                       |  |  |                  |                  |
|  | Danemark              | 1                     |                      | Belgique               | 2                      |                       |          |  |                       |                       |  |  |                  |                  |
|  | Danemark              | 1                     |                      | Belgique               | 2                      |                       |          |  |                       |                       |  |  |                  |                  |

## Les matchs
| Match amical                                                     | Espagne                                  | 3 - 0   | Belgique | Stade Martínez Valero Elche, Espagne           |                                                |
| 19 février 1986 · 20:30 heure locale · Historique des rencontres | Butragueño 3e · Salinas 41e · Maceda 72e | (2 – 0) |          | Spectateurs : 25 000 Arbitrage : Paolo Casarin | Spectateurs : 25 000 Arbitrage : Paolo Casarin |
| 19 février 1986 · 20:30 heure locale · Historique des rencontres | Rapport (RBFA) Rapport                   |         |          | Spectateurs : 25 000 Arbitrage : Paolo Casarin | Spectateurs : 25 000 Arbitrage : Paolo Casarin |

| Match amical                                                   | Belgique                     | 2 - 0   | Bulgarie | Stade du Heysel Laeken, Belgique             |                                              |
| 23 avril 1986 · 20:00 heure locale · Historique des rencontres | Desmet 43e · Vandenbergh 55e | (1 – 0) |          | Spectateurs : 4 872 Arbitrage : Dieter Pauly | Spectateurs : 4 872 Arbitrage : Dieter Pauly |
| 23 avril 1986 · 20:00 heure locale · Historique des rencontres | Rapport (RBFA) Rapport       |         |          | Spectateurs : 4 872 Arbitrage : Dieter Pauly | Spectateurs : 4 872 Arbitrage : Dieter Pauly |

| Match amical                                                 | Belgique               | 1 - 3   | Yougoslavie                                     | Stade du Heysel Laeken, Belgique                  |                                                   |
| 19 mai 1986 · 20:00 heure locale · Historique des rencontres | Claesen 60e            | (0 – 3) | Škoro (en) 7e · Gračan 23e · Vujović 36e (pen.) | Spectateurs : 8 334 Arbitrage : Alain Delmer (hu) | Spectateurs : 8 334 Arbitrage : Alain Delmer (hu) |
| 19 mai 1986 · 20:00 heure locale · Historique des rencontres | Rapport (RBFA) Rapport |         |                                                 | Spectateurs : 8 334 Arbitrage : Alain Delmer (hu) | Spectateurs : 8 334 Arbitrage : Alain Delmer (hu) |

| Coupe du monde 1986 Premier tour - Groupe B                  | Mexique                       | 2 - 1   | Belgique        | Stade Azteca Mexico, Mexique                      |                                                   |
| 3 juin 1986 · 12:00 heure locale · Historique des rencontres | Quirarte 23e · Sánchez 39e    | (2 – 1) | Vandenbergh 45e | Spectateurs : 110 000 Arbitrage : Carlos Esposito | Spectateurs : 110 000 Arbitrage : Carlos Esposito |
| 3 juin 1986 · 12:00 heure locale · Historique des rencontres | Rapport (FIFA) Rapport (RBFA) |         |                 | Spectateurs : 110 000 Arbitrage : Carlos Esposito | Spectateurs : 110 000 Arbitrage : Carlos Esposito |

| Coupe du monde 1986 Premier tour - Groupe B                  | Irak            | 1 - 2                         | Belgique                       | Stade Nemesio-Díez Toluca, Mexique                  |                                                     |
| 8 juin 1986 · 12:00 heure locale · Historique des rencontres | Radhi 59e       | (0 – 2)                       | Scifo 16e · Claesen 21e (pen.) | Spectateurs : 20 000 Arbitrage : Jesús Díaz Palacio | Spectateurs : 20 000 Arbitrage : Jesús Díaz Palacio |
| 8 juin 1986 · 12:00 heure locale · Historique des rencontres | Gorgis 51e, 52e | Rapport (FIFA) Rapport (RBFA) |                                | Spectateurs : 20 000 Arbitrage : Jesús Díaz Palacio | Spectateurs : 20 000 Arbitrage : Jesús Díaz Palacio |

Note : Première rencontre officielle entre les deux nations.
| Coupe du monde 1986 Premier tour - Groupe B                   | Paraguay                      | 2 - 2   | Belgique                   | Stade Nemesio-Díez Toluca, Mexique              |                                                 |
| 11 juin 1986 · 12:00 heure locale · Historique des rencontres | Cabañas 50e 76e               | (0 – 1) | Vercauteren 30e · Veyt 59e | Spectateurs : 16 000 Arbitrage : Bogdan Dotchev | Spectateurs : 16 000 Arbitrage : Bogdan Dotchev |
| 11 juin 1986 · 12:00 heure locale · Historique des rencontres | Rapport (FIFA) Rapport (RBFA) |         |                            | Spectateurs : 16 000 Arbitrage : Bogdan Dotchev | Spectateurs : 16 000 Arbitrage : Bogdan Dotchev |

| Coupe du monde 1986 Huitièmes de finale                       | Union soviétique              | 3 - 4 a. p.           | Belgique                                              | Stade León León, Mexique                          |                                                   |
| 15 juin 1986 · 16:00 heure locale · Historique des rencontres | Belanov 27e 70e 111e (pen.)   | (1 – 0, 2 – 2, 2 – 3) | Scifo 56e · Ceulemans 77e · Demol 102e · Claesen 110e | Spectateurs : 32 277 Arbitrage : Erik Fredriksson | Spectateurs : 32 277 Arbitrage : Erik Fredriksson |
| 15 juin 1986 · 16:00 heure locale · Historique des rencontres | Rapport (FIFA) Rapport (RBFA) |                       |                                                       | Spectateurs : 32 277 Arbitrage : Erik Fredriksson | Spectateurs : 32 277 Arbitrage : Erik Fredriksson |

| Coupe du monde 1986 Quarts de finale                          | Espagne                                     | 1 - 1 a. p.           | Belgique                                             | Stade Cuauhtémoc Puebla, Mexique                    |                                                     |
| 22 juin 1986 · 16:00 heure locale · Historique des rencontres | Señor 85e                                   | (0 – 1, 1 – 1, 1 – 1) | Ceulemans 35e                                        | Spectateurs : 44 962 Arbitrage : Siegfried Kirschen | Spectateurs : 44 962 Arbitrage : Siegfried Kirschen |
| 22 juin 1986 · 16:00 heure locale · Historique des rencontres | Rapport (FIFA) Rapport (RBFA)               |                       |                                                      | Spectateurs : 44 962 Arbitrage : Siegfried Kirschen | Spectateurs : 44 962 Arbitrage : Siegfried Kirschen |
| 22 juin 1986 · 16:00 heure locale · Historique des rencontres | Señor · Eloy · Chendo · Butragueño · Víctor | Tirs au but 4 - 5     | Claesen · Scifo · Broos · Vervoort · L. Van Der Elst | Spectateurs : 44 962 Arbitrage : Siegfried Kirschen | Spectateurs : 44 962 Arbitrage : Siegfried Kirschen |

| Coupe du monde 1986 Demi-finales                              | Argentine                     | 2 - 0   | Belgique | Stade Azteca Mexico, Mexique                              |                                                           |
| 25 juin 1986 · 16:00 heure locale · Historique des rencontres | Maradona 51e 63e              | (0 – 0) |          | Spectateurs : 114 420 Arbitrage : Antonio Márquez Ramírez | Spectateurs : 114 420 Arbitrage : Antonio Márquez Ramírez |
| 25 juin 1986 · 16:00 heure locale · Historique des rencontres | Rapport (FIFA) Rapport (RBFA) |         |          | Spectateurs : 114 420 Arbitrage : Antonio Márquez Ramírez | Spectateurs : 114 420 Arbitrage : Antonio Márquez Ramírez |

| Coupe du monde 1986 Match pour la troisième place             | France                                                       | 4 - 2 a. p.           | Belgique                    | Stade Cuauhtémoc Puebla, Mexique                 |                                                  |
| 28 juin 1986 · 12:00 heure locale · Historique des rencontres | Ferreri 27e · Papin 43e · Genghini 104e · Amoros 111e (pen.) | (2 – 1, 2 – 2, 3 – 2) | Ceulemans 11e · Claesen 73e | Spectateurs : 21 000 Arbitrage : George Courtney | Spectateurs : 21 000 Arbitrage : George Courtney |
| 28 juin 1986 · 12:00 heure locale · Historique des rencontres | Rapport (FIFA) Rapport (RBFA)                                |                       |                             | Spectateurs : 21 000 Arbitrage : George Courtney | Spectateurs : 21 000 Arbitrage : George Courtney |

| Championnat d'Europe 1988 Éliminatoires - Groupe 7                 | Belgique                | 2 - 2   | République d'Irlande             | Stade du Heysel Laeken, Belgique           |                                            |
| 10 septembre 1986 · 20:00 heure locale · Historique des rencontres | Claesen 14e · Scifo 69e | (1 – 1) | Stapleton 18e · Brady 90e (pen.) | Spectateurs : 22 212 Arbitrage : Ioan Igna | Spectateurs : 22 212 Arbitrage : Ioan Igna |
| 10 septembre 1986 · 20:00 heure locale · Historique des rencontres | Rapport (RBFA) Rapport  |         |                                  | Spectateurs : 22 212 Arbitrage : Ioan Igna | Spectateurs : 22 212 Arbitrage : Ioan Igna |

| Championnat d'Europe 1988 Éliminatoires - Groupe 7               | Luxembourg             | 0 - 6   | Belgique                                                                | Stade Municipal "Neie Stadion" Luxembourg-Ville, Grand-Duché de Luxembourg |                                                               |
| 14 octobre 1986 · 20:00 heure locale · Historique des rencontres |                        | (0 – 3) | Gerets 6e · Claesen 9e 54e 88e (pen.) · Vercauteren 41e · Ceulemans 87e | Spectateurs : 9 534 Arbitrage : Krzysztof Czemarmazowicz (hu)              | Spectateurs : 9 534 Arbitrage : Krzysztof Czemarmazowicz (hu) |
| 14 octobre 1986 · 20:00 heure locale · Historique des rencontres | Rapport (RBFA) Rapport |         |                                                                         | Spectateurs : 9 534 Arbitrage : Krzysztof Czemarmazowicz (hu)              | Spectateurs : 9 534 Arbitrage : Krzysztof Czemarmazowicz (hu) |

| Championnat d'Europe 1988 Éliminatoires - Groupe 7                | Belgique               | 1 - 1   | Bulgarie       | Stade du Heysel Laeken, Belgique                            |                                                             |
| 19 novembre 1986 · 20:00 heure locale · Historique des rencontres | Janssen 48e            | (0 – 0) | Tanev (en) 62e | Spectateurs : 22 780 Arbitrage : Victoriano Sánchez Arminio | Spectateurs : 22 780 Arbitrage : Victoriano Sánchez Arminio |
| 19 novembre 1986 · 20:00 heure locale · Historique des rencontres | Rapport (RBFA) Rapport |         |                | Spectateurs : 22 780 Arbitrage : Victoriano Sánchez Arminio | Spectateurs : 22 780 Arbitrage : Victoriano Sánchez Arminio |

## Les joueurs
| Joueurs                 | Joueurs                   | Amical | Amical | Amical | CM 1986 | CM 1986 | CM 1986 | CM 1986 | CM 1986  | CM 1986 | CM 1986 | QCE 1988 | QCE 1988 | QCE 1988 |
| ----------------------- | ------------------------- | ------ | ------ | ------ | ------- | ------- | ------- | ------- | -------- | ------- | ------- | -------- | -------- | -------- |
| Gardiens de but         |                           |        |        |        |         |         |         |         |          |         |         |          |          |          |
| Jacky Munaron           | RSC Anderlechtois         | 90     |        | r      | r       | r       | r       | r       | r        | r       | r       | r        | 90       | r        |
| Gilbert Bodart          | Standard de Liège         | r      | 90     | r      | r       | r       | r       | r       | r        | r       | r       |          |          |          |
| Wim De Coninck          | KSV Waregem               |        | r      |        |         |         |         |         |          |         |         |          |          |          |
| Jean-Marie Pfaff        | Bayern Munich             |        |        | 90     | 90      | 90      | 90      | 120     | 120      | 90      | 120 63e | 90       | r        | 90       |
| Défenseurs              |                           |        |        |        |         |         |         |         |          |         |         |          |          |          |
| Eric Gerets             | PSV Eindhoven             | 90     | 46e    | 46e    | 90      | 90      | r       | 112e    | 120      | 90      | 120     |          | 90       | 90       |
| Michel Renquin          | Standard de Liège         | 90     | 46e    | 46e    | r       | r       | 90      | 120 65e | 120      | 54e     | 46e     |          |          | 46e      |
| Georges Grün            | RSC Anderlechtois         | 90     | 46e    | 46e    | r       | 69e     | 89e     | 99e     | 120 115e | 90      | 120     | 90       | 52e      | 56e      |
| Franky Van der Elst     | Club Bruges KV            | 46e    | 46e    | 46e    | 90 56e  | 90      | r       | r       | r        | r       | 46e     | 90       | r        |          |
| Leo Clijsters           | K Waterschei SV THOR Genk | 46e    |        | 46e    | r       | 67e     | r       | 99e     | r        | r       | r       | 90       | 90       | 46e      |
| Michel De Wolf          | KAA La Gantoise           | 46e    | r      | 46e    | 90      | 90      | r       | r       | r        | r       | r       | r        |          |          |
| Hugo Broos              | Club Bruges KV            | 46e    |        | 46e    | 90      | r       | 90      | r       | 82e      | r       | r       |          |          |          |
| Stéphane Demol          | RSC Anderlechtois         |        | 90     | 46e    | 66e     | 69e     | 90      | 120     | 120 24e  | 90      | 120     | 90       | 52e      | 90       |
| Patrick Vervoort        | K Beerschot VAV           |        | 90     | 46e    | r       | r       | 90      | 120     | 120      | 90      | 120     | 90       | 90       | 90       |
| Milieux                 |                           |        |        |        |         |         |         |         |          |         |         |          |          |          |
| Enzo Scifo              | RSC Anderlechtois         | 90     |        | 46e    | 90      | 67e     | 90      | 120     | 120      | 90      | 64e     | 90 43e   | 57e      | 90       |
| Guy Vandersmissen       | Standard de Liège         | 46e    |        |        |         |         |         |         |          |         |         |          |          |          |
| Franky Vercauteren      | RSC Anderlechtois         | 90     | 90     | 90     | 90      | 90      | 90      | 120     | 105e     | 90      | r       | 90       | 90       | 90       |
| Leo Van Der Elst        | Club Bruges KV            | r      | 90     | 46e    | r       | r       | 89e     | 112e    | 105e     | r       | 64e     | r        | 57e      | r        |
| René Vandereycken       | RSC Anderlechtois         |        | 90     | 46e    | 90      | 90      | r       | r       | r        | r       | r       |          |          |          |
| Jan Ceulemans           | Club Bruges KV            |        | 81e    | 90     | 90      | 90      | 90 55e  | 120     | 120      | 90      | 120     | 90       | 90       | 90       |
| Raymond Mommens         | KSC Lokeren               |        |        | r      | r       | r       | r       | r       | r        | r       | 120     |          |          |          |
| Pier Janssen            | RSC Anderlechtois         |        |        |        |         |         |         |         |          |         |         |          |          | 90 ,     |
| Attaquants              |                           |        |        |        |         |         |         |         |          |         |         |          |          |          |
| Alexandre Czerniatynski | Standard de Liège         | 90     |        |        |         |         |         |         |          |         |         |          |          |          |
| Philippe Desmet         | KSV Waregem               | 90     | 90     | r      | 60e     | 90      | r       | r       | r        | 54e     | r       | 90       | 90       | 56e      |
| Daniel Veyt             | KSV Waregem               | 46e    |        | r      | r       | r       | 90      | 120     | 82e      | 90 27e  | 120     | r        | r        | r        |
| Erwin Vandenbergh       | RSC Anderlechtois         |        | 90     | 90     | 66e     | r       | r       | r       | r        | r       | r       | r        | 90       |          |
| Nico Claesen            | Standard de Liège         |        | 81e    | 90     | 60e     | 90 16e  | 90      | 120     | 120      | 90      | 120     | 90       | 90       | 90 44e   |

Un « r » indique un joueur qui était parmi les remplaçants mais qui n'est pas monté au jeu.
1. 1 2 3  Dernière sélection officielle pour le joueur.
2. 1 2 3 4  Première sélection officielle pour le joueur.
3. 1 2 3 4  Premier but officiel pour le joueur.

## Aspects socio-économiques

### Couverture médiatique
| Jour de diffusion | Match                       | Compétition          | Diffuseur francophone | Diffuseur néerlandophone |
| ----------------- | --------------------------- | -------------------- | --------------------- | ------------------------ |
| 19 février 1986   | Espagne - Belgique          | Amical               | RTBF                  | BRT                      |
| 23 avril 1986     | Belgique - Bulgarie         | Amical               | RTBF                  | non diffusé              |
| 19 mai 1986       | Belgique - Yougoslavie      | Amical               | non diffusé           | non diffusé              |
| 3 juin 1986       | Mexique - Belgique          | Coupe du monde       | RTBF                  | BRT                      |
| 8 juin 1986       | Irak - Belgique             | Coupe du monde       | RTBF                  | BRT                      |
| 11 juin 1986      | Paraguay - Belgique         | Coupe du monde       | RTBF                  | BRT                      |
| 15 juin 1986      | Union soviétique - Belgique | Coupe du monde       | RTBF                  | BRT                      |
| 22 juin 1986      | Espagne - Belgique          | Coupe du monde       | RTBF                  | BRT                      |
| 25 juin 1986      | Argentine - Belgique        | Coupe du monde       | RTBF                  | BRT                      |
| 28 juin 1986      | France - Belgique           | Coupe du monde       | RTBF                  | BRT                      |
| 10 septembre 1986 | Belgique - Irlande          | Championnat d'Europe | non diffusé           | non diffusé              |
| 14 octobre 1986   | Luxembourg - Belgique       | Championnat d'Europe | non diffusé           | BRT                      |
| 19 novembre 1986  | Belgique - Bulgarie         | Championnat d'Europe | RTBF                  | non diffusé              |

Source : Programme TV dans Gazet van Antwerpen.

## Sources

### Archives
1. ↑  (nl) « Concentra online archief », sur krantenarchief.concentra.be, Mediahuis.